# ويليام إي. ستيفنسون
ويليام إي. ستيفنسون (بالإنجليزية: William E. Stevenson) هو سياسي أمريكي، ولد في 18 مارس 1820 في وارن في الولايات المتحدة، وتوفي في 29 نوفمبر 1883 في باركرسبورغ في الولايات المتحدة. حزبياً، نشط في الحزب الجمهوري. وقد انتخب عضو مجلس ولاية فيرجينيا الغربية وانتخب حاكم فرجينيا الغربية ‏ (4 مارس 1869 – 4 مارس 1871) وانتخب عضو مجلس نواب بنسيلفانيا.